# رأی‌گیری غیابی
برگه رای غیابی در سیستم انتخاباتی آمریکا برای افرادی است که مایل هستند رای خود را به‌طور غیابی بفرستند.

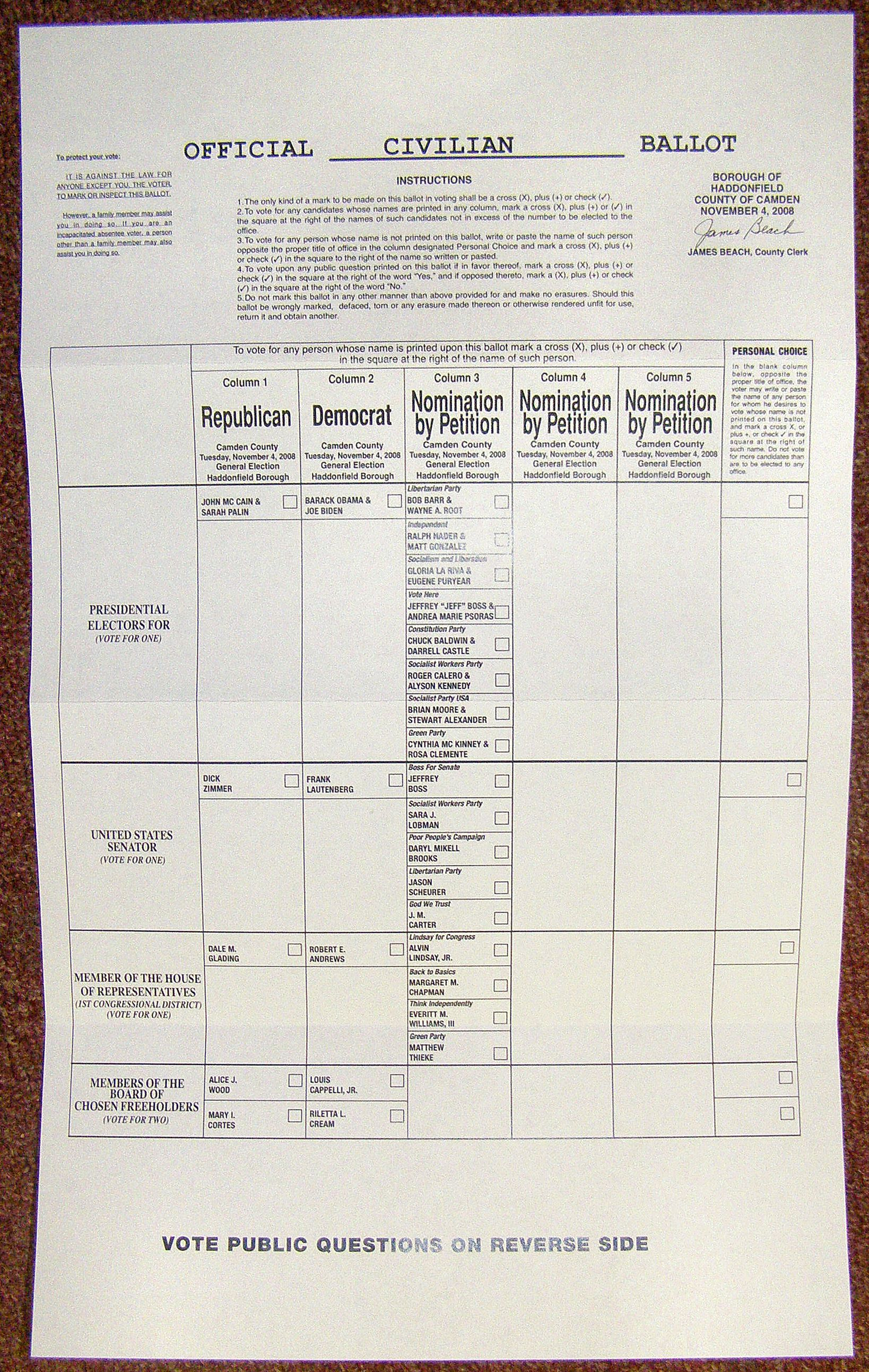
برگه رای غیابی استفاده شده در انتخابات سال ۲۰۰۸ آمریکا

رای‌دهندگانی که نمی‌توانند یا نمی‌خواهند در روز انتخابات پای صندوق‌های رای حاضر شوند می‌توانند رای خود را با برگه رای غیابی بفرستند. این برگه‌ها معمولاً با پست ایالات متحده فرستاده و دریافت می‌شوند. برگه‌های رای غیابی علی‌رغم نامشان اغلب شخصاً توسط شهروندان درخواست و تسلیم می‌گردند. در بیش از نیمی از سرزمین آمریکا مجوز «غیبت غیرموجه» نیز به شهروندان داده می‌شود تا بدین ترتیب لازم نباشد افراد، دلیلِ غیبت خود را ذکر کنند. دیگر ایالات، از غایبان می‌خواهند تا دلایلِ عدمِ حضورِ خود مثل سفر یا ناتوانی را به شکلِ مستند ذکر کنند تا امکانِ رای‌دهی غیابی را داشته باشند. برخی از ایالت‌ها مثل کالیفرنیا و واشینگتن این امکان را به شهروندان می‌دهند تا به طورِ دائم به عنوانِ رای‌دهندهٔ غیابی ثبت‌نام کنند و پیش از هر انتخاباتی برگهٔ رایِ غیابی را دریافت نمایند اما معمولاً در آمریکا هر رای‌دهنده باید درخواستِ برگهٔ رایِ غیابی را پیش از انتخابات مطرح کند.
بیشترین کاربرد رای‌دهی غیابی برای آمریکایی‌هایی است که خارج از این کشور زندگی می‌کنند. کنگره آمریکا در سال ۱۹۸۶ قانون رای‌دهی غیابی برای شهروندان ساکن خارج از کشور (UOCAVA) را تصویب کرد. این قانون به تمام هم‌وندان ایالات متحده که دارای یونیفرم هستند و پرسنل نیروهای کشتی‌های تجاری (Merchant Marine) و اعضای خانواده‌های آن‌ها و تمام شهروندان ایالات متحده که خارج از آمریکا سکونت دارند اجازه می‌دهد که برای رای‌دهی در تمام انتخابات‌های فدرال به صورت غیابی ثبت‌نام کرده و رای دهند. پیش از تصویب این قانون نیز برخی ایالت‌ها دستورالعمل‌های مشابهی را اعمال می‌کردند اما این قانون این مسئله را ملی کرد. این اشخاص می‌توانند برگه‌های رای خود را با خدمات ارسال محرمانه، نمابر یا ایمیل ارسال کنند.